# Magdalena Rainczuk
Magdalena Rainczuk (ur. 31 marca 1980) – polska judoczka. Siostra judoczek: Beaty, Pauliny i Weroniki.
Była zawodniczka klubów: GKS Czarni Bytom (1995-1999), KS AZS AWFiS Gdańsk (2000-2003). Trzykrotna medalistka mistrzostw Polski seniorek: złota w 2000 (mistrzostwa Polski OPEN w kat. do 60 kg), srebrna w 1998 (mistrzostwa Polski OPEN w kat do 60 kg) oraz brązowa w 2000 w kat do 57 kg. Ponadto m.in. brązowa medalistka mistrzostw Europy juniorek 1999.